# Bataille d'Espinosa
Pour les articles homonymes, voir Espinosa.
Guerre d'indépendance espagnole
Batailles
- Durango (10-1808)
- Balmaseda (11-1808)
- Burgos (11-1808)
- Roses (11-1808)
- Espinosa (11-1808)
- Tudela (11-1808)
- Bubierca (11-1808)
- Somosierra (11-1808)
- Cardedeu (12-1808)
- Saragosse (12-1808)
- 1re Molins de Rei (12-1808)
- Sahagún (12-1808)
- Benavente (12-1808)
- Mansilla (12-1808)
- Castelló d'Empúries (01-1809)
- Cacabelos (01-1809)
- Lugo (01-1809)
- Zamora (01-1809)
- Astorga (01-1809)
- La Corogne (01-1809)

La bataille d'Espinosa se déroule les 10 et 11 novembre 1808, près du bourg d'Espinosa dans les montagnes de Cantabrie, dans le cadre de la guerre d'indépendance espagnole. Elle aboutit à la victoire des Français commandés par le maréchal Victor face à l'armée espagnole de Galice du lieutenant-général Joaquín Blake y Joyes.

## Déroulement de la bataille

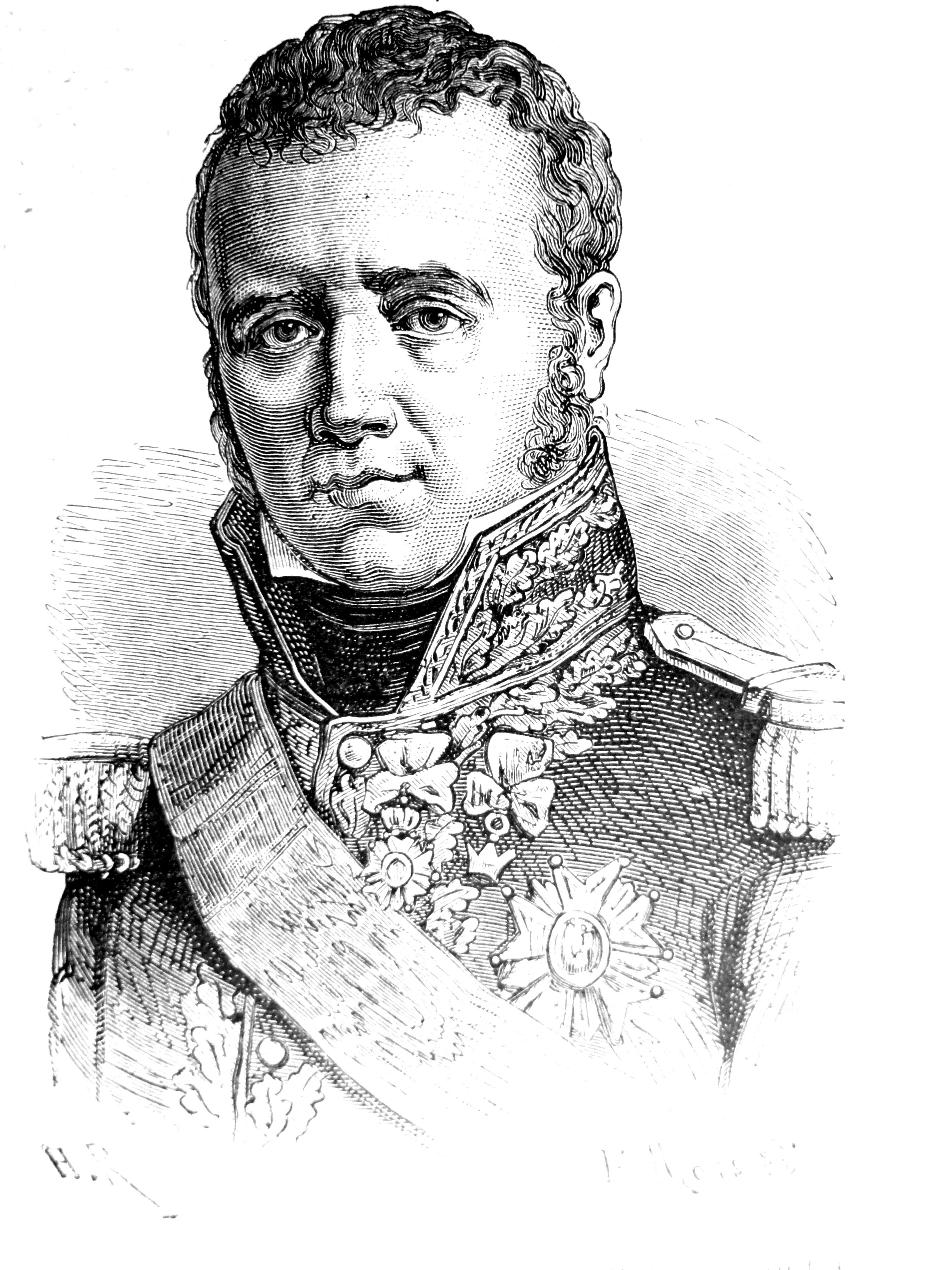
Le maréchal Victor commande les troupes françaises à Espinosa (gravure pour l’Album du centenaire).

Victor, cherchant une victoire facile afin d'effacer l'humiliation de la bataille de Balmaseda, lance une série d'attaques mal avisées qui sont repoussées, au prix de lourdes pertes, par les très disciplinées troupes régulières du général La Romana. À la tombée de la nuit, les positions de Blake résistent toujours. Au matin du 11 novembre, Victor reprend ses esprits et coordonne une attaque massive qui perce l'aile gauche de Blake et refoule les Espagnols du champ de bataille. Les Français prennent au total 30 canons et 30 drapeaux.

## Suites de la bataille
Bien que ne constituant pas une défaite décisive en soi, la confusion sans espoir de cette armée espagnole épuisée et en haillons (qui n'a plus ni gouvernement, ni structure de commandement militaire pour la coordonner), porte un coup mortel à l'armée de Blake. Celui-ci conserve à son crédit d'avoir conduit le reste de ses hommes tout au long d'une retraite héroïque vers l'ouest, à travers les montagnes. Au grand dam de Napoléon qui ne peut y croire, il échappe ainsi à la poursuite de Soult. Mais quand il arrive à León le 23 novembre, il ne lui reste plus que quelque 10 000 hommes.

### Sources
- (en) Cet article est partiellement ou en totalité issu de l’article de Wikipédia en anglais intitulé « Battle of Espinosa de los Monteros » (voir la liste des auteurs).